# ペソ

ペソ流通国
かつてのペソ流通国

ペソ (peso) は旧スペイン植民地諸国で使われている、あるいは使われていた通貨単位。「$」の語源となる言葉である。

## 採用状況
かつては旧スペイン植民地のほとんどの地域で用いられていた単位であったが、インフレに伴う減価（→桁数の増加）の常態化などを理由に、通貨単位の変更（桁数をカットする為のデノミ）が周期的に繰り返された結果、現在では別の名称に置き換えられている国も多い（対してアルゼンチンやチリの様に、一旦デノミでペソ貨を廃するも、次のデノミで復活させたケースも存在する）。
同じペソ採用国であっても、為替レートは国によって大きく異なる。加えて、置かれている経済的な立ち位置や為替管理の有無などにより、ハードカレンシー（対外的な交換性が保証された通貨）からのペソへの交換は自由であっても、ペソを売ってそれらの通貨を購入する際には厳しい制限を設けている国もある。しかし「メルカード・ネグロ」と呼ばれる個人間取引では実勢レートを基準とした売買が自由に行われており、公的な為替管理はいずれの場合もほとんど機能していない。また、キューバでは、通常のペソ（人民ペソ）とは別に「兌換ペソ」と呼ばれるもう1つの通貨が存在した。「1兌換ペソ=24人民ペソ」のレートで兌換ペソを入手すれば、人民ペソの受け取りを一切認めない外貨商店でも「1兌換ペソ=1アメリカ・ドル」のレートで国産品より高品質な輸入雑貨・耐久消費財などを自由に買えるだけでなく、手数料による若干の目減りは伴うもののアメリカ・ドルなどハードカレンシーへの再交換も可能であるため、一般のキューバ人の間では使い勝手の悪い人民ペソより必然的に人気が高かった。もっとも、この兌換ペソも物品・サービスの自由購入・外国通貨への交換が約束されているのはあくまでもキューバ国内に限ってのみであり、国外では人民ペソ同様一切の通用力を持たなかった。なお、兌換ペソは2020年に人民ペソに統合された。
国際的に最も流通量が多いペソはメキシコ・ペソ（2022年6月現在、1ペソ = 約7円）である。

## 語源
ラテン語で「計量」を意味する"pendere"（元々は本位貨幣の基準である貴金属の重さを天秤で計る行為を指していたが、後に「支払い」の意も含む様になった）が語源であり、スペイン語圏では「重量」を指す名詞（英語では"weight"に相当）として、現在はペソを通貨単位としては採用していない国でも使われている。
なお、ポンド（英語:"pound"）・リラ（イタリア語:"lira"）・リーヴル（フランス語:"livre"）など欧州で使用されていたいくつかの単位はラテン語の"libra"（天秤）より派生している。

## 補助通貨
ペソを使用している国では、100分の1の補助単位も存在するが、インフレによる貨幣単位の目減りでチリ・コロンビア・ウルグアイなどでは既に役目を終えている。その他の国々でも少額硬貨の廃止や低額紙幣の硬貨への置き換えが随時実施されているため、1ペソ未満の使用頻度は少なくなりつつある。
補助単位はスペイン語で1/100もしくは百等分を意味する "ciento avos" より派生した「センターボ」(centavo) であることが多い。またフィリピン・ペソの補助単位「センティモ」(sentimo) も、スペイン語で1/100を意味する "centimo" の現地語表記である。

## 呼称
ボリビアの通貨ボリビアーノなど、デノミで通貨の名称をペソ以外に変更した国でも、日常会話では物の値段を言い表す時に旧単位のペソが用いられる事がある（エスクード貨時代のチリ、アウストラル貨時代のアルゼンチンなどでも同様の傾向が見られた）。
現地の第一公用語では「PISO」（ピソ）と呼ばれているフィリピン・ペソ (₱) を除き、多くのペソ採用国では通貨単位を表す記号として、アメリカ・ドルと同じ「$」が使用されている。双方の区別を明確にする為に、アメリカ・ドルは「US$」もしくは「U$S」、現地通貨ペソは「$」と表記される事が多い。激しいインフレでデノミが周期的に繰り返されている国では、新旧両紙幣が一定期間併用を余儀なくされる事も珍しくない為、これらの国を訪れる際には注意が必要である。ただし、市民生活への影響の大きさを考慮して、デノミを実施する際には、旧紙幣のデザインを等価（額面上はゼロがデノミ率に応じてカットされている）の新紙幣に継承させるなど、一定の対策が講じられる事も多い。

## 各国のペソ

### 現行通貨
- アジア
  - フィリピン・ペソ（ピソ） : 当初は「1アメリカ・ドル=2ペソ」の固定相場が適用されていたが、フィリピン経済の低迷と対外債務の膨張、慢性的なインフレなどにより切り下げが相次ぎ、1998年3月からは変動相場制に移行している。ただし、近隣諸国に比べ国外で働く出稼ぎ労働者の数が抜きん出て多く、彼らからの本国への外貨送金が振るわない国内経済・貿易取引を補完する程の影響力を持っているフィリピンでは外貨備蓄の逼迫が起きにくいため、ペソから外貨への交換に際しても特に厳しい制限は設けていない。
- アフリカ
  - サハラ・ペセタ（スペイン語版） : アフリカ北西部の紛争地で旧スペイン植民地でもあった西サハラの「砂の壁」から東のサハラ・アラブ民主共和国政府（ポリサリオ戦線）側が実効統治している地域でのみ使用されている通貨（「壁」から西のモロッコ占領地区ではモロッコ・ディルハムが流通）。
- 南米
  - アルゼンチン・ペソ : 1992年の1/10,000デノミでアウストラルより改称。
  - ウルグアイ・ペソ : 1993年のデノミと同時に1973年以前の呼称に復帰。
  - チリ・ペソ : 1975年の1/1000デノミでエスクードより改称。
  - コロンビア・ペソ : 慢性的なインフレで減価は目立つものの、独自単位として1810年に導入されて以来一度もデノミを経験していない通貨。
- 中米・カリブ海地域
  - メキシコ・ペソ（新メキシコ・ペソ） : 通貨名称は19世紀から続くが、1993年に1/1000デノミされ現在に至る。デノミ当初は「新ペソ」（新メキシコ・ペソ）と称していたが、1996年にペソに戻された。
  - ドミニカ・ペソ : 長らくアメリカ・ドルと1対1の交換比率で連動していたが、後に変動相場制に移行（ - 現在）
  - 人民ペソ（キューバ）:1959年の社会主義革命で対外的な交換性を喪失するまではアメリカ・ドルと連動関係にあった。

### 廃止通貨
- ヨーロッパ
  - スペイン・ペソ : スペイン・エスクード (1エスクード = 2ペソ) などと併用。スペイン・ペセタ期を経て現在はユーロ圏に加盟（1ユーロ=166.386ペセタのレートで切り替えを実施）。
- アフリカ
  - ギニアビサウ・ペソ : 1997年に1フラン=65ペソのレートで西アフリカCFAフラン圏に編入。スペルはスペイン語圏のペソと共通であったが、ポルトガル語話者の間では「ペーゾ」と発音されていた。
- 南米
  - ペソ・モネダ・ナシオナル（アルゼンチン） : 1888年の通貨改革から1970年の1/100デノミまで。
  - ペソ・レイ（アルゼンチン） : 1983年の1/10000デノミまで。
  - アルゼンチン・ペソ : 1985年の1/1000デノミで旧アウストラルに改称。
  - 旧ウルグアイ・ペソ : 1973年の1/1000デノミまで。
  - 新ウルグアイ・ペソ : 1993年の1/1000デノミで現ウルグアイ・ペソに改称。
  - パラグアイ・ペソ : 1944年の1/100デノミで現グアラニーに改称。
  - 旧チリ・ペソ : 1960年の1/1000デノミで旧エスクードに改称。
  - ボリビア・ペソ : 1987年の1/100万デノミで現ボリビアーノに改称。
  - エクアドル・ペソ : 後に導入される旧スクレ貨の廃止（2000年）でアメリカ・ドル圏に編入（1ドル=2万5000スクレ）。
  - ベネズエラ・ペソ : 旧ボリバル期を経て、2008年の1/1000デノミで現ボリバル・フエルテ（「強いボリバル」）に改称。
- 中米・カリブ海地域
  - 旧メキシコ・ペソ : 当初[いつ?]は1アメリカ・ドル=2ペソ前後で安定していたが、メキシコ経済の悪化にともない切り下げが続いた。特に累積債務問題が表面化した70年代末期から90年代初頭にかけてはその傾向が顕著で、1/1000デノミ（1993年）で廃止される直前の段階で対ドル相場は既に4桁（1ドル=2000ペソ台）に達していた。
  - コスタリカ・ペソ : 1896年に現コスタリカ・コロンに改称（新旧両貨の交換比率は1対1の等価）
  - エルサルバドル・ペソ : 旧サルバドール・コロン期を経て2001年にアメリカ・ドル圏に編入（1ドル=8.75コロン）。
  - グアテマラ・ペソ : 旧フランス・フランとの連動関係解消後下落が進んだ為、現ケツァルに改称。長らく1対1の比率でアメリカ・ドルに連動していたが、1979年に変動相場制に移行。
  - ホンジュラス・ペソ : 1931年に現レンピラに改称（1対1の等価交換を実施）。アメリカ・ドルとの連動性が高い通貨（1ドル=2レンピラで固定）であったが、1980年代後期に変動相場制に移行。
  - ニカラグア・ペソ : 1912年に1旧コルドバ=12.5ペソのレートでデノミを実施。1988年の1/1000デノミ（1新コルドバ=1,000旧コルドバ）を経て、1990年の再デノミで現在のコルドバ・オロに改称（1コルドバ・オロ=500万新コルドバ）。「オロ」(oro) はスペイン語で「金」を意味するが、「コルドバ・オロ」そのものは金本位制とは全く無関係である。既述の「ボリバル・フエルテ」同様、激しいインフレで紙切れ同然になったこれまでの単位と異なる強く安定した通貨である事を強調する目的で付帯されたものと思われる。
  - 兌換ペソ（キューバ）:直接的な流通が禁止されたアメリカ・ドルに替わる兌換通貨として2004年に導入。

## パタカとメキシコ・ペソ
パタカは各国でさまざまに使われてきた通貨名称であるが、19世紀のポルトガル植民地ではメキシコ・ペソ（1993年のデノミ前の旧ペソ）の別名となっていた。1894年、当時ポルトガル領だったマカオとポルトガル領ティモール（現東ティモール）では、事実上流通していたメキシコ・ペソの名称として制定された。
マカオでは、1906年の独自通貨マカオ・パタカ発行時に、香港ドルにペッグされた。ポルトガル領ティモールでは、1912年に発行された独自通貨ポルトガル領ティモール・パタカは当初はメキシコ・ペソに等価だったが、1935年にポルトガル・エスクードへのペッグに切り替わった。その後のこれらの通貨は、メキシコ・ペソ（あるいは他のペソ）と特別な関係にない。